# ذو الطول
ذو الطَّوْل من أسماء الله الحسنى، ومعناه: صاحب السّعة والغنى والقدرة.

## لغويا
ذو بمعنى صاحب  والطول السّعة والغنى والقدرة.

### ذو
ذو : كلمة يُتَوَصل بها إِلى الوصْف بالأجناس، ملازمة للإضافة إلى الاسم الظاهر، ومعناها: صَاحِب. يقال: فلان ذو مال، وذو فضل. ويقال: أتَيتُة ذا صَباح وذا مساء: وقت الصُّبح، ووقت المساء. ويقال: جاءَ من ذي نفسه: طيّعًا.وطعنه فخرح ذو بَطْنه: أمْعَاؤه. وسمعت ذا فيه: كلامَه. ومثَنّاهُ: ذَوَا. والجمع : ذَوُون.

## في القرآن الكريم
ورد مرة واحدة في سورة غافر في قوله تعالي: ﴿غَافِرِ الذَّنْبِ وَقَابِلِ التَّوْبِ شَدِيدِ الْعِقَابِ ذِي الطَّوْلِ لَا إِلَهَ إِلَّا هُوَ إِلَيْهِ الْمَصِيرُ ۝٣﴾ [غافر:3]

### أقوال العلماء في معناه
- قال ابن كثير «أنه المتفضل على عباده، المتطول عليهم بما هو فيه من المنن والأنعام، التي لا يطيقون القيام بشكر واحدة منها ،﴿وَآتَاكُمْ مِنْ كُلِّ مَا سَأَلْتُمُوهُ وَإِنْ تَعُدُّوا نِعْمَةَ اللَّهِ لَا تُحْصُوهَا إِنَّ الْإِنْسَانَ لَظَلُومٌ كَفَّارٌ ۝٣٤﴾ سورة إبراهيم:34»[1]
- قال ابن عباس : «يعني : السعة والغنى»وكذلك قال مجاهد وقتادة[2]
- قال عكرمة : «ذي الطول ذي المن»

## وصلات خارجية
- حلقات شرح أسماء الله الحسنى لمحمد راتب النابلسي ألقيت في جامع الحمد
- شرح أسماء الله الحسنى
- آيات القرآن في أسماء الله الحسنى ومعانيها باللغة الإنجليزية وصورهم بالخط العربي
- أسماء الله الحسنى